# Suomi-neito

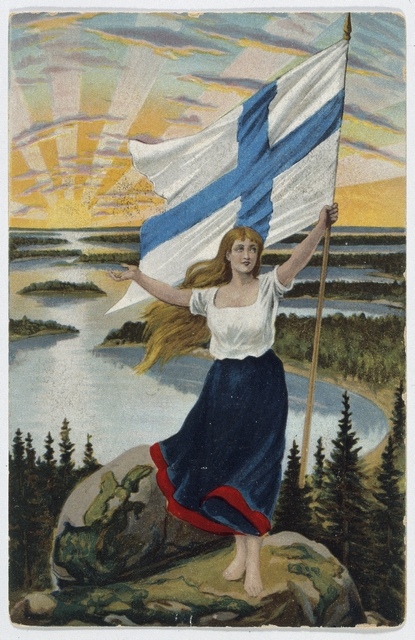
La Dama de Finlandia (Suomi-neito) en una tarjeta postal de 1906.

Suomi-neito (en español: Doncella finesa o Dama de Finlandia) es la personificación nacional de Finlandia.

## Personificación

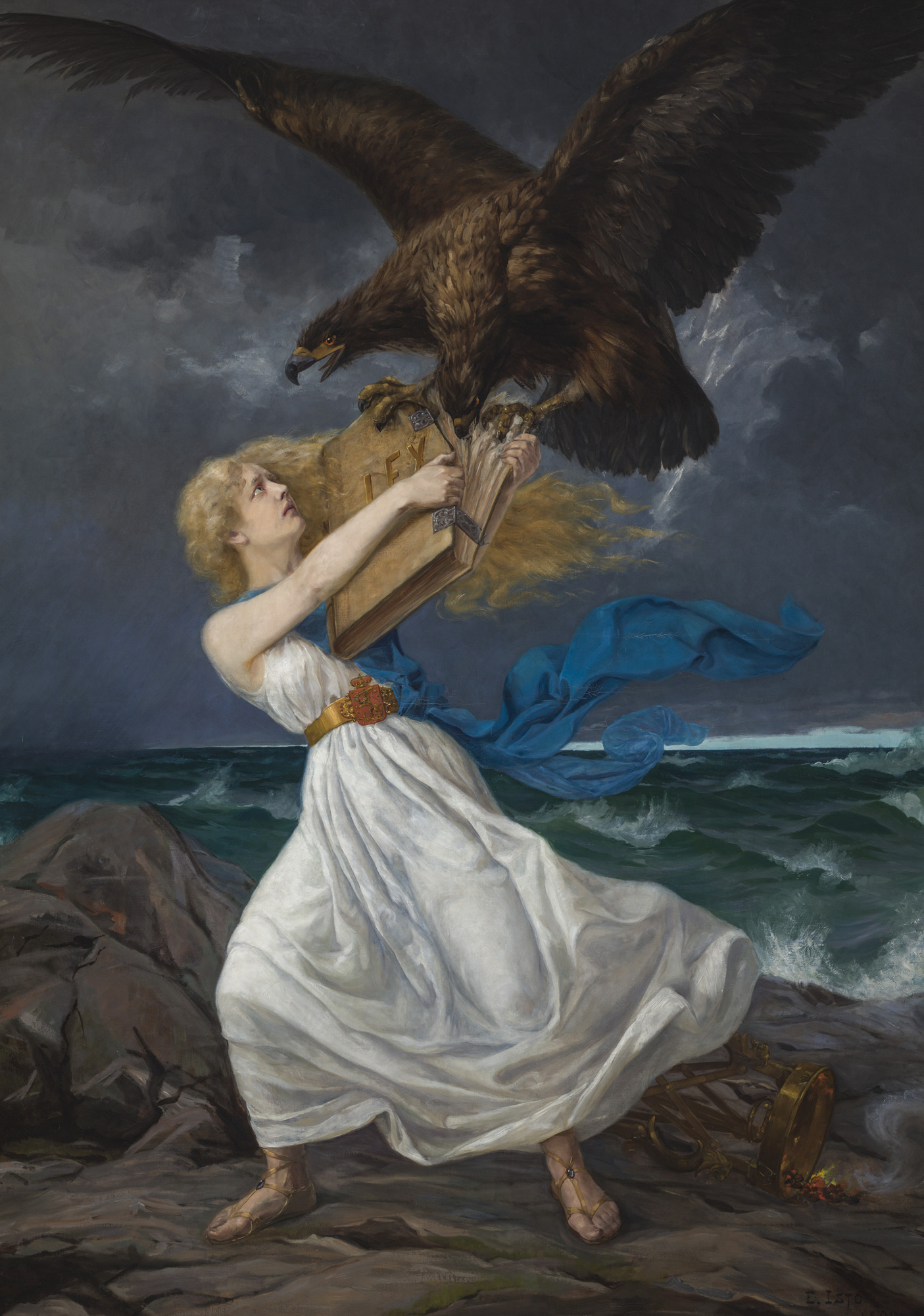
En la pintura Ataque de Edvard Isto, la doncella finesa es atacada por un águila rusa, que está quitándole su libro de leyes de sus manos. Fue pintado cuando la Rusificación de Finlandia comenzó en 1899.

Ella suele representarse como una mujer descalza, joven, rubia, ojos azules, en ocasiones con trenzas y vistiendo el vestido nacional blanco y azul. Fue llamada originalmente Aura por el río Aura en Turku.
Como símbolo, la doncella finesa ha sido usada desde el siglo XIV como una mujer con corona mural que después siguió desarrollando, consiguiendo que Finlandia tomara conciencia de sí misma y de su independencia. Ha sido descrita tanto en poesía como en las artes.  Zachris Topelius y Walter Runeberg fueron importantes para establecer a la doncella finesa como símbolo. Como Madre Svea de la vecina Suecia, la doncella finesa primero era una mujer adulta para luego convertirse cada vez en una mujer más joven.

## Silueta del mapa

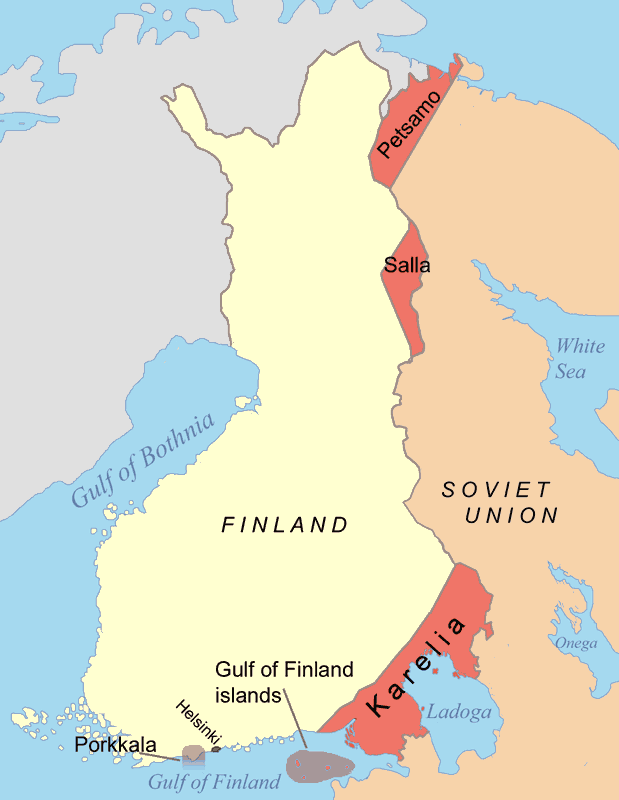
Zonas cedidas por Finlandia a la Unión Soviética tras la Guerra de continuación.

La doncella de Finlandia puede referirse también a la silueta de Finlandia en el mapa. La silueta del país se parece a la silueta de una mujer que tiene un brazo en lo alto (y el otro de igual forma antes del Armisticio de Moscú) una cabeza y una falda. La metáfora es tan empleada que la zona noroeste lo que más o menos coincide con la región de Enontekiö es conocida como "el brazo" (Käsivarsi) incluso se usa de forma oficial.